# Crassimarginatella harmeri
Crassimarginatella harmeri är en mossdjursart som beskrevs av Fransen 1986. Crassimarginatella harmeri ingår i släktet Crassimarginatella och familjen Calloporidae. Inga underarter finns listade i Catalogue of Life.